# مارك سانت جيرمان
مارك سانت جيرمان (بالإنجليزية: Mark St. Germain)‏ هو كاتب سيناريو أمريكي، (و. 1960  م).